# Fotofosforilação cíclica

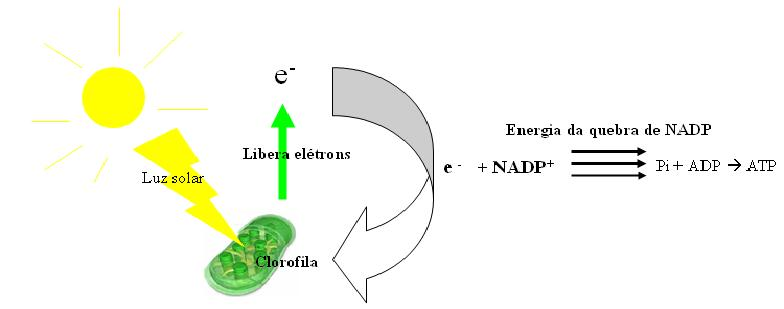
Ciclo da fotofosforilação

A Fotofosforilação cíclica é uma reação que ocorre na fase clara da fotossíntese e necessita diretamente da energia luminosa. Ocorre nos tilacóides dos cloroplastos.

## Processo Simplificado
O processo pode ser entendido de forma simplificada quando ocorre a excitação dos cloroplastos pela luz, e liberam elétrons(e-) onde são "capturados" pela Adenosina-difosfato ou ADP, que se liga a um Pi(fosfato inorgânico) gerando Adenosina-trifosfato ou ATP.
```
               e
-
 + Pi + ADP → ATP
```

## O Processo Geral
Primeiramente a luz solar incide na folha da planta, onde há presença de cloroplastos e do pigmento clorofila. Excitada, a clorofila libera elétrons. O aceptor eletrófilo Nicotinamida-adenina-dinucleotídeo-fosfato conhecido como NADP+ captura esses elétrons livres. Após essa ligação o NADP+ perde a valência tornando-se NADP.
```
          NADP
+
 + e-  → NADP
```

A energia liberada na quebra do NADP é utilizada na ligação do ADP ao Pi.
```
           NADP → NADP
+
 + e- + energia
```

```
           energia + ADP + Pi → ATP
```

O elétron novamente livre retorna a molécula de clorofila após ter sido usado na produção de ATP, por isso denomina-se essa fase como cíclica, pelo eventual retorno e reutilização dos elétrons.